# Siarkosole
Siarkosole, rudy płowe – związki chemiczne, w tym i grupa minerałów kruszcowych o ogólnym wzorze:
(Me1,Me2)12(N1,N2)4S13
Me1, Me2 – metal pierwszy i drugi
N1, N2 – niemetal pierwszy i drugi
Najczęściej metalami są miedź i żelazo, natomiast niemetalami arsen i antymon. Jednym z ważniejszych ogniw jest szereg tennantyt-tetraedryt.

## Charakterystyka
Gęstość waha się w granicach od 4,6 do 5,2 g/cm³.
Większość minerałów tej grupy wykazuje niewyraźną łupliwość.
Kryształy występują często w formie regularnych czworościanów.
Często występują z cienką powłoką lub nalotem chalkopirytu, rzadziej ze sfalerytem.
W tej grupie minerałów można zaobserwować bardzo częste zbliźniaczenia, szczególnie częste są zbliźniaczenia przerosłe.
Minerały te występują w skupieniach ziarnistych oraz jako wypryśnięcia i zbite masy.

## Występowanie
Częste dla nisko- i średniotemperaturowych żył hydrotermalnych z mineralizacją kruszcową. Równie często występują w strefie hipergenicznej jako minerały wtórne np. proustyt. Mogą również występować w utworach pegmatytowych, metasomatycznych i osadowych.

## Zastosowanie
Siarkosole są ważnym źródłem miedzi, srebra, rtęci i antymonu.